# Quartier d'Auteuil
Quartier d'Auteuil är Paris 61:e administrativa distrikt, beläget i 16:e arrondissementet. Etymologin bakom Auteuil är omtvistad; förmodligen kommer ordet av latinets altus ("hög", "högtbelägen", "upphöjd") och galliskans ialo ("öppen plats").
16:e arrondissementet består även av distrikten Muette, Porte-Dauphine och Chaillot.

## Kyrkobyggnader
- Notre-Dame-d'Auteuil
- Sainte-Bernadette

## Parker
- Parc Sainte-Périne
- Jardin des serres d'Auteuil

## Övrigt
- Cimetière d'Auteuil
- Pavillon de l'eau

## Sportanläggningar
- Stade Roland Garros
- Parc des Princes
- Piscine Molitor
- Hippodrome d'Auteuil

## Bilder
| - De fyra administrativa distrikten i Paris sextonde arrondissement. - Notre-Dame-d'Auteuil. - Sainte-Bernadette. |

| - Jardin des serres d'Auteuil. - Cimetière d'Auteuil. - Pavillon de l'eau. |

## Kommunikationer
- Tunnelbana – linje  – Église d'Auteuil
- Busshållplats Église d'Auteuil – Paris bussnät, linjerna 22 52 62